# Tow-in surfing

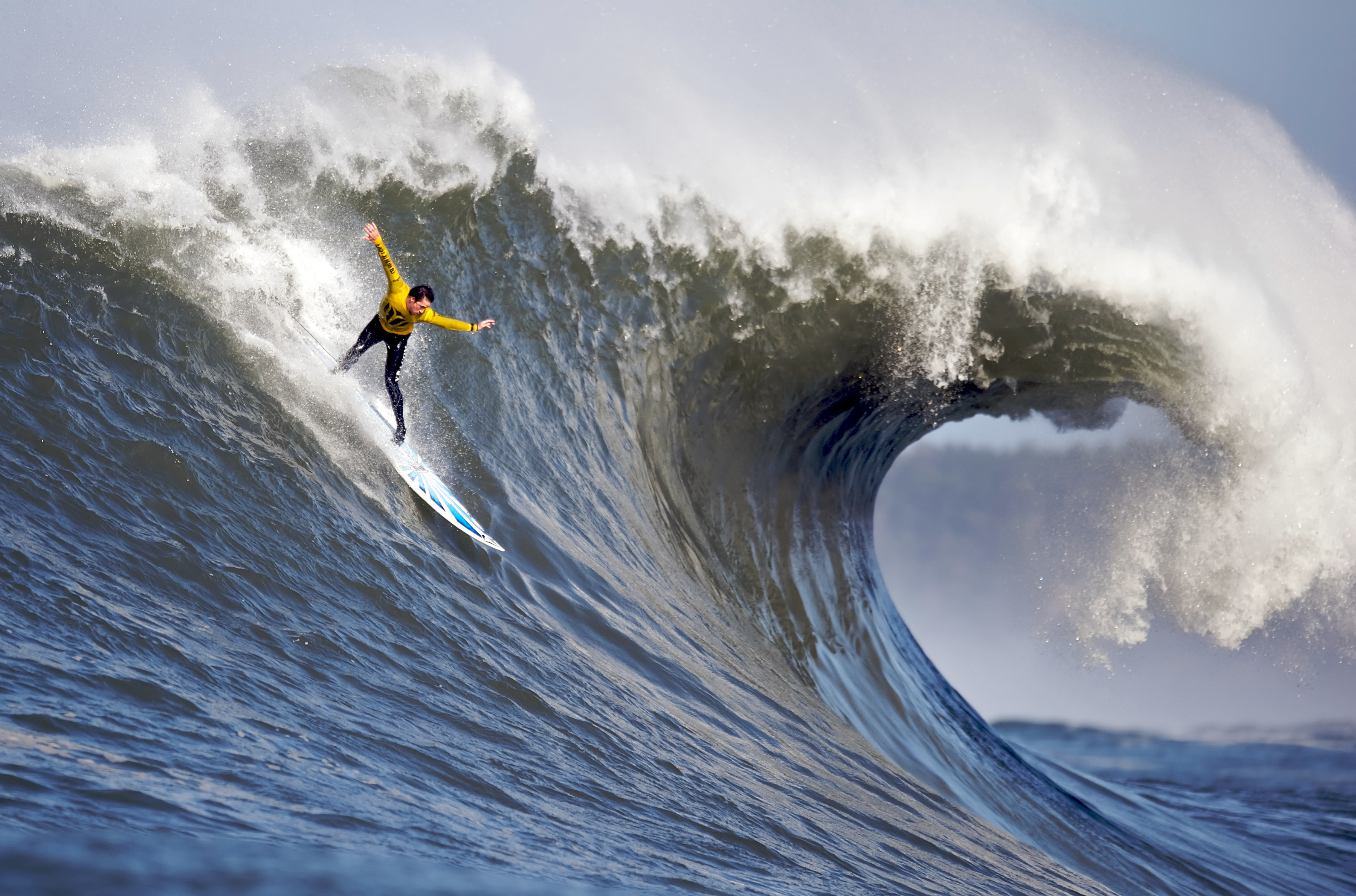
Andrew Davis surft Mavericks

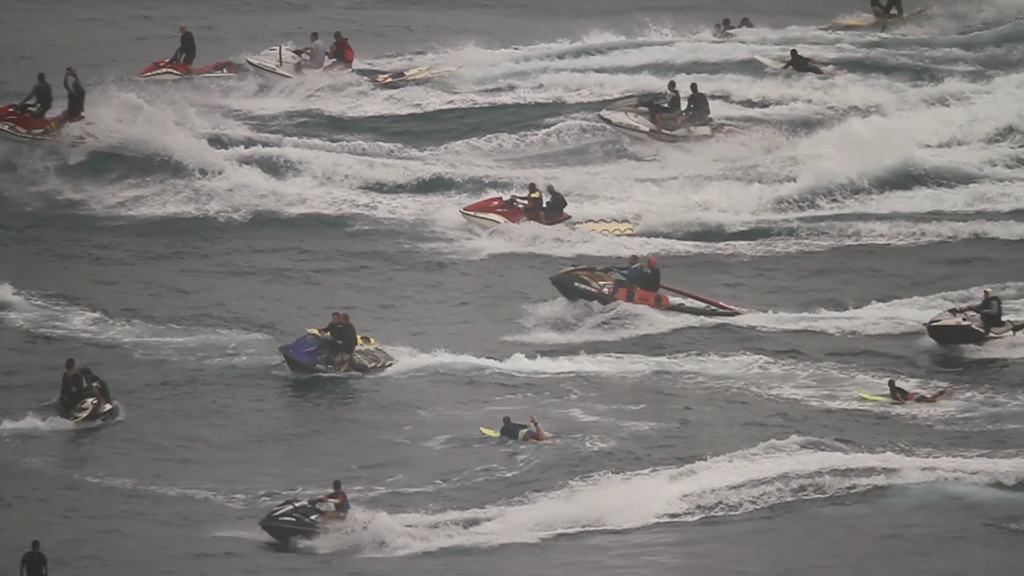
Jet-Skis bringen die Surfer in die Wellen von Jaws

Tow-in surfing ist eine Wellenreittechnik, die von Laird Hamilton, Buzzy Kerbox, Dave Kalama, Milton Willis, Michael Willis und anderen in den 1990er Jahren erfunden wurde, um das Abreiten von Wellen ab etwa 20 Fuß (ca. 6 Meter) zu ermöglichen (engl. „Big wave surfing“).

## Technik
Beim tow-in (sinngemäß als „hineinziehen“ zu übersetzen) wird ein Surfer mit Hilfe von einem Jet-Ski und einer tow-Leine in eine große, sich brechende Wasserwelle (Big-Wave) gezogen. Diese Methode ist der einzige Weg, Wellen abzureiten, die aufgrund ihrer Größe und Geschwindigkeit vom Surfer nicht mehr angepaddelt (take-off) werden können. Der Fahrer des Jet-Ski zieht den Surfer an die sich brechende Wellenlippe. In diesem Moment lässt der Surfer die tow-Leine los, um die Welle abzureiten.
Die Arbeit der Helfer ist nach dem eigentlichen tow-in noch nicht beendet. Der Surfer muss nach dem Abreiten wieder aufgenommen, oder nach einem Wipe out aus dem Weißwasser (beim Brechen einer Welle entstehender Schaum) gerettet werden.
Der Einsatz von Hubschraubern als tow-in Hilfe wurde ab 2003 populär. Diese Methode bietet Vorteile gegenüber dem Jet-Ski, wenn die Wellenhöhe mehr als 15 Meter beträgt, wie es z. B. in Jaws vorkommen kann, oder die Lage der Welle keinen sicheren Fluchtweg für den Jet-Ski bietet, wie zeitweise in Teahupoo. Der Pilot kann außerdem die anrollenden Wellen aufgrund der Flughöhe gut überblicken und somit die beste Welle auswählen. Viele Fotos und Videos vom Big-Wave Surfen werden aus Hubschraubern aufgenommen, die gleichzeitig zum tow-in verwendet werden können.

## Rekorde
Für Rekorde ohne Tow-In, siehe Wellenreiten – Rekorde – Paddle In
| Höhe   | Surfer              | Ort                        | Datum            | Bemerkungen                                                               |
| ------ | ------------------- | -------------------------- | ---------------- | ------------------------------------------------------------------------- |
| 26,2 m | Sebastian Steudtner | Praia do Norte, Nazaré     | 29. Oktober 2020 | Guinness World Record                                                     |
| 24,4 m | Rodrigo Koxa        | Praia do Norte, Nazaré     | 8. November 2017 | Guinness World Record 2017-2020. Von der World Surf League ausgezeichnet. |
| 23,8 m | Garrett McNamara    | Praia do Norte, Nazaré     | 1. November 2011 | Guinness World Record 2011-2017.                                          |
| 23,5 m | Mike Parsons        | Cortes Bank (Nordpazifik)  | 5. Januar 2008   | Guinness World Record 2008-2011.                                          |
| 22,4 m | Maya Gabeira        | Praia do Norte, Nazaré     | 11. Februar 2020 | Weltrekord der Frauen. cbdMD XXL Biggest Wave Award                       |
| 21,5 m | Justine Dupont      | Praia do Norte, Nazaré     | 11. Februar 2020 | Von World Surf League ausgezeichnet WSL Ride of the Year                  |
| 21,3 m | Kai Lenny           | Praia do Norte, Nazaré     | 11. Februar 2020 | cbdMD XXL Biggest Wave Award                                              |
| 21,3 m | Pete Cabrinha       | Jaws, Peʻahi (Hawaii)      | 15. Januar 2016  | Billabong XXL Big Wave Award.                                             |
| 20,7 m | Carlos Burle        | Mavericks, Nordkalifornien | 2001             | Billabong XXL Big Wave Award.                                             |

## Kritik
Neben den erheblichen Gefahren für Leib oder Leben, die für alle Beteiligten bestehen, werfen Kritiker dieser Extremsportart die Umweltverschmutzung durch Abgase und Lärm vor.

## Bekannte tow-in Surfspots
- Aill na Searrach, Cliffs of Moher, Irland
- Cortes Bank vor den Kanalinseln, Kalifornien, Vereinigte Staaten
- Dungeons Beach, Kapstadt, Südafrika
- Ilha dos Lobos, Brasilien
- Isla Todos Santos, Baja California, Mexiko
- Jaws, Maui, Vereinigte Staaten
- Mavericks, Half Moon Bay, Nordkalifornien, Vereinigte Staaten
- Praia do Norte, Nazaré, Portugal
- Teahupoo vor Tahiti
- Ship Stern Bluff, Tasmanien, Australien

## Bekannte Big-wave Wellenreiter
| - Dave Kalama - Garrett McNamara - Jason Polakow - Kai Lenny - Ian Walsh | - Keala Kennelly - Ken Bradshaw - Laird Hamilton - Michael Guerin - Kelly Slater - Mike Parsons - Ross Clarke-Jones - Sebastian Steudtner |

## Film
- Riding Giants. Film über das Big Wave Riding, 2004[14]